# Pholcus genuiformis
Pholcus genuiformis là một loài nhện trong họ Pholcidae. Loài này được phát hiện ở Algerije.